# Clement Kiprono Langat
Clement Kiprono Langat (18 dicembre 1991) è un maratoneta e mezzofondista keniota.

## Palmarès
| Anno | Manifestazione    | Sede           | Evento         | Risultato | Prestazione | Note |
| ---- | ----------------- | -------------- | -------------- | --------- | ----------- | ---- |
| 2010 | Mondiali di cross | Bydgoszcz      | Corsa U20      | Argento   | 22'09"      |      |
| 2010 | Mondiali di cross | Bydgoszcz      | A squadre      | Oro       | 10 p.       |      |
| 2012 | Africani di cross | Città del Capo | Corsa seniores | Oro       | 35'43"      |      |

## Campionati nazionali
2009
- 4º ai campionati kenioti juniores, 1500 m piani - 3'39"0

2013
- 4º ai campionati kenioti, 5000 m piani - 13'36"5

## Altre competizioni internazionali[1]
2015
- 12º al Birell Grand Prix ( Praga) - 29'16"

2017
- Bronzo alla Mezza maratona di Buenos Aires ( Buenos Aires) - 1h04'16"

2018
- 5º alla Mezza maratona di Houston ( Houston) - 1h00'29"

2021
- Oro alla Maratona di Roma ( Roma) - 2h08'23"